# Acide gamma-linolénique
Ne doit pas être confondu avec Acide linoléique.
Pour les articles homonymes, voir Acide linolénique, AGL et GLA.
L'acide gamma-linolénique ou AGL (aussi appelé acide γ-linolénique ; en anglais, gamma-linolenic acid ou GLA) est un acide gras polyinsaturé oméga-6 correspondant à l'acide tout-cis-Δ6,9,12 octadécatriénoïque (18:3). Il est par conséquent distinct de l'acide α-linolénique, qui est un oméga-3.
À partir du GLA, le corps humain est capable de produire l'acide dihomo-γ-linolénique (DGLA, DHGLA, ou 20:3 (n-6)) qui est un constituant très important des phospholipides de la membrane cellulaire.
L'acide gamma-linolénique semble être un biofacteur sûr et efficace pour l'amélioration des symptômes de la neuropathie diabétique.